# کاتین-تاو
کاتین تاو (گرجی: კათინთაუ، روسی: Катын-Тау) یک قله در بخش مرکزی رشته‌کوه قفقاز بزرگ (ناحیه دیوار بزنگی) است و در مرز ناحیه سوانتی (شهرداری مستیا) و ناحیه کاباردینو-بالکاریا (روسیه) قرار دارد. بلندای این کوه ۴۹۷۹ متر (۱۶۳۳۵ فوت) متر بالاتر از سطح دریا است. این کوه از گرانیت‌های پالئوزوئیک تشکیل شده است. دامنه‌های قله با درختان بومی پوشیده شده است.